# Jericoacoara

Geografische Lage von Jericoacoara in Ceará

Der Ort Jericoacoara (Kurzform Jeri) ist das Zentrum eines ausgedehnten Dünengebietes im Nordosten Brasiliens. Er liegt an der Küste des Bundesstaats Ceará. Die Wanderdünen erstrecken sich bis zu 20 km ins Landesinnere. Die Temperaturen bewegen sich zwischen 16 °C und 36 °C.

## Name und Natur
Der Name entstammt vermutlich dem Sprachgebrauch der Tupi, welche die Region bewohnten. „Yuruco“ steht dabei für Höhle und „Cuara“ für Schildkröte zusammengefasst bedeutet Jericoacoara etwa so viel wie „Höhle der Schildkröten“.
1984 wurde Jericoacoara und ein großes Gebiet um den Ort zum Naturschutzgebiet „Área de proteção ambiental“ (APA) und 2002 offiziell zum Nationalpark erklärt. Eine besondere Attraktion sind die in den Dünen liegenden Süßwasserseen. Eine unter ihnen liegende Tonschicht verhindert das Versickern.

## Transport
Der Ort ist entweder über den Seeweg mit kleinen Booten oder aber mit Allradfahrzeugen vom nächstgelegenen Ort Jijoca erreichbar. Die ca. 350 km lange Anfahrt von Fortaleza mit dem PKW ist anfangs relativ unbeschwerlich, da die Straßen gut ausgebaut sind. Lediglich die letzten 28 km ab Jijoca de Jericoacoara müssen auf unbefestigten Sandpisten bewältigt werden.

## Wirtschaft
Der Ort Jericoacoara hat seit Mitte der 1980er Jahre eine größere Bedeutung im Tourismus des brasilianischen Bundesstaates Ceará. Eine langsam wachsende Infrastruktur vor Ort versorgt inzwischen die Touristen mit Unterkünften, Restaurants und der Möglichkeit, Exkursionen in der Dünenlandschaft vorzunehmen. Strenge Bauvorschriften verhindern ein ungezügeltes Wachstum und übliche Bausünden. International bekannt wurde die Gegend, als die Washington Post 1984 den Strand als einen der zehn schönsten Strände der Welt bezeichnete. 
Unter Windsurfern und Kitern zählt Jericoacoara zu den besten Revieren der Welt, da der Wind von Ende Juli bis Ende Januar nahezu jeden Tag mit mehr als 4 Beaufort „bläst“. Neben diesen Sportarten bieten verschiedene lokale Veranstalter Aktivitäten wie geführte Buggy- und Kajak-Touren, Capoeira-, Sandboarding-, SUP und Reitkurse an.

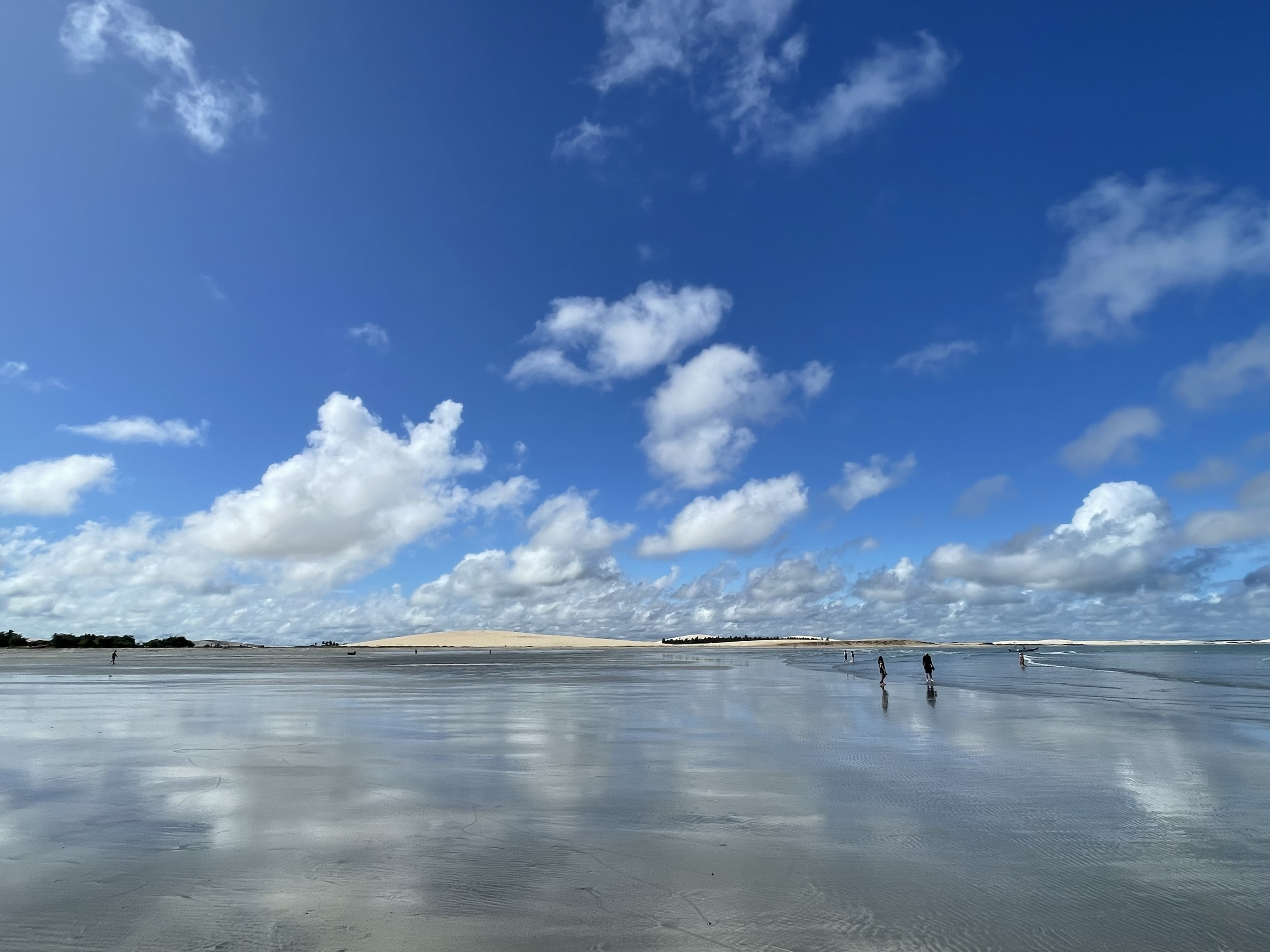
Strand mit Düne im Hintergrund
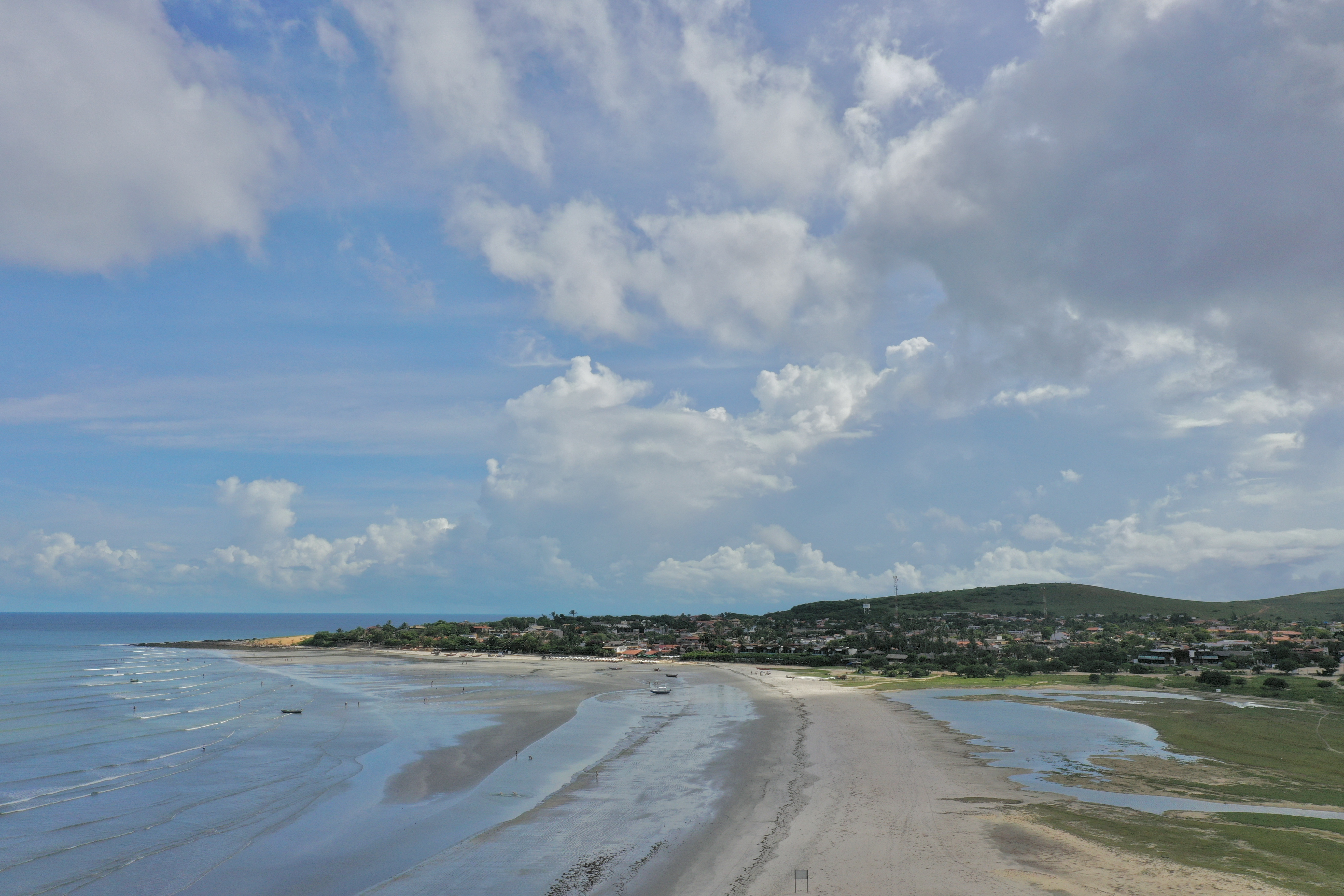
Strand beim Dorf
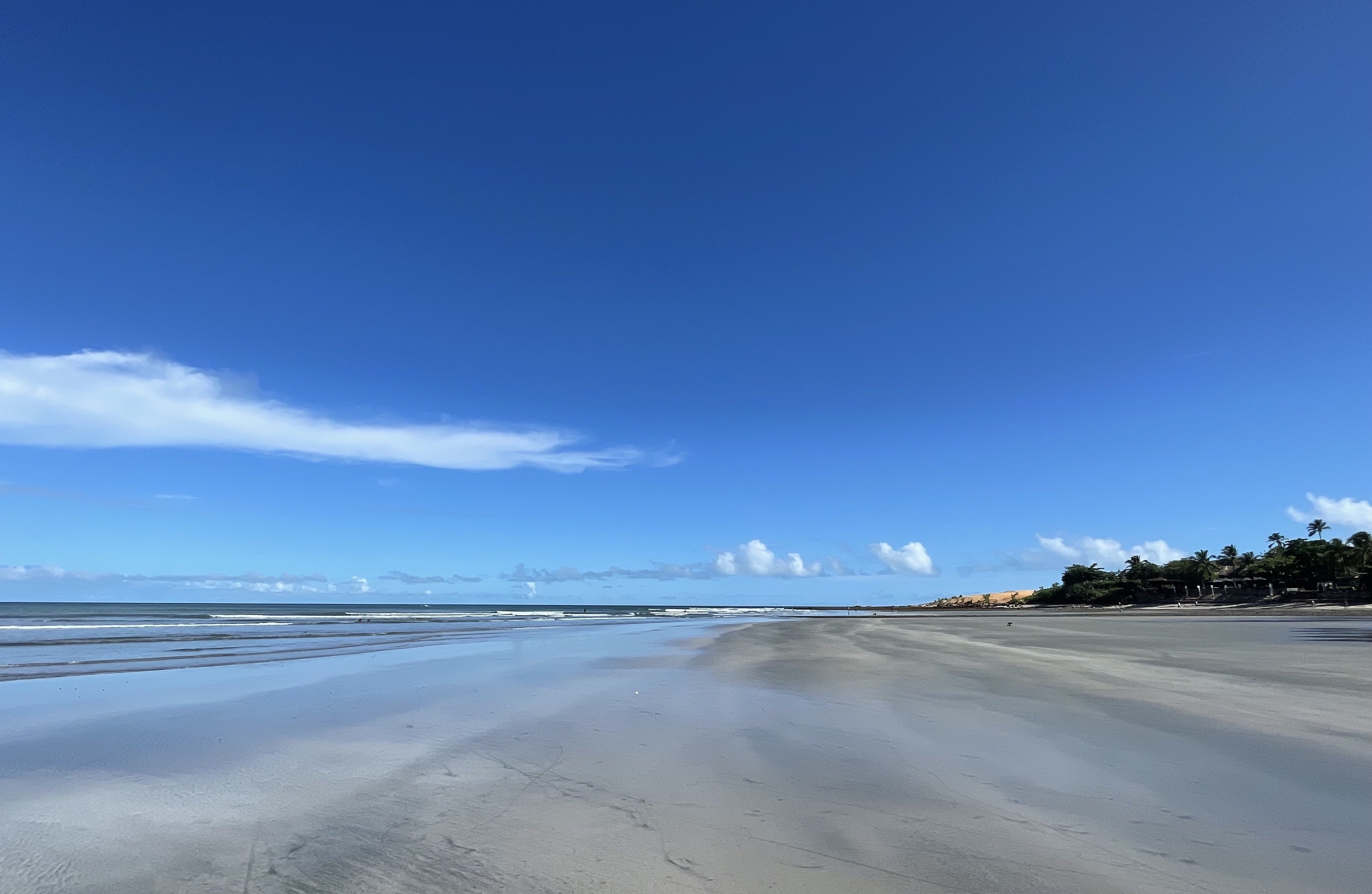
Blick nach Osten
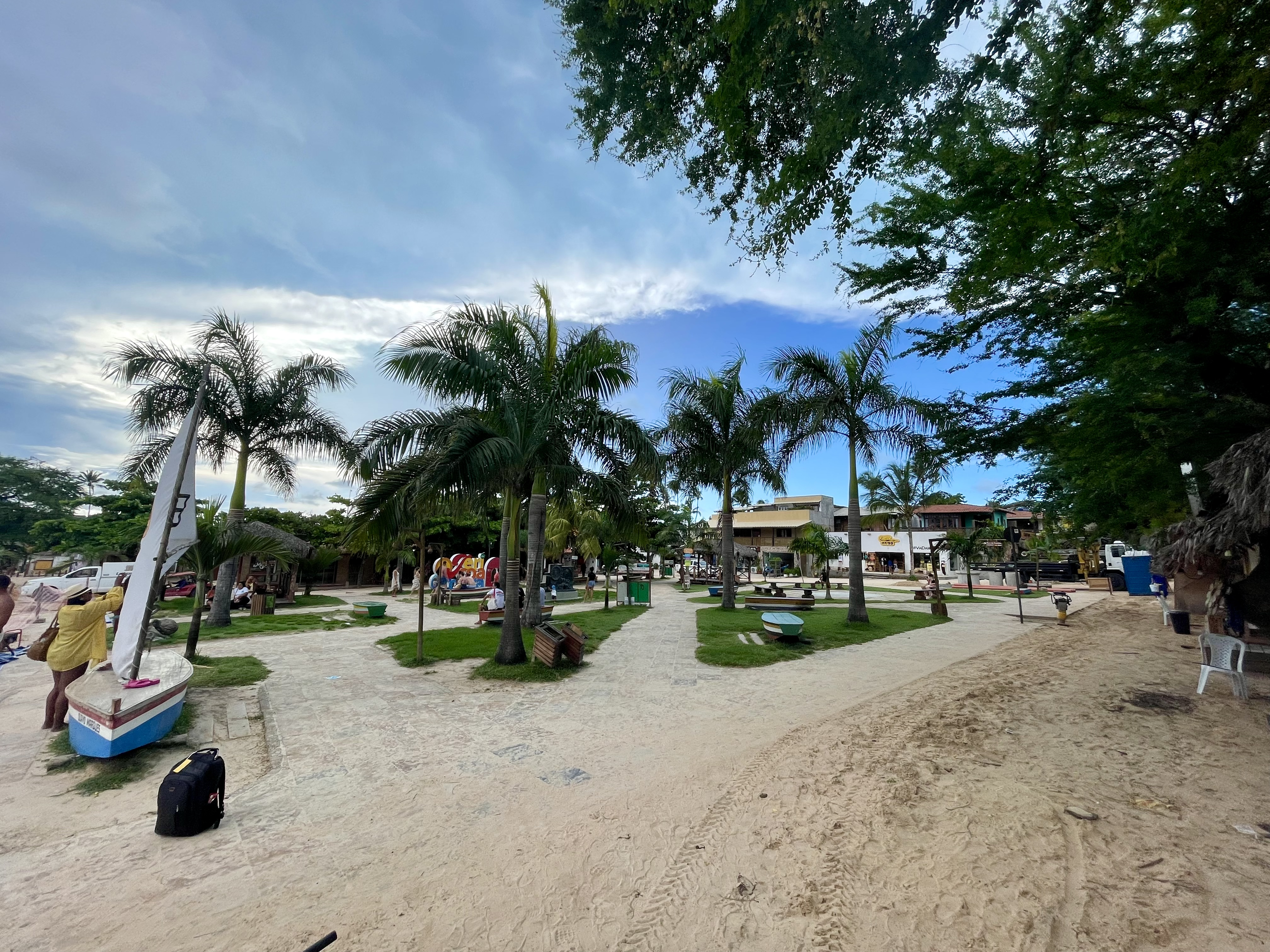
Platz im Dorfzentrum
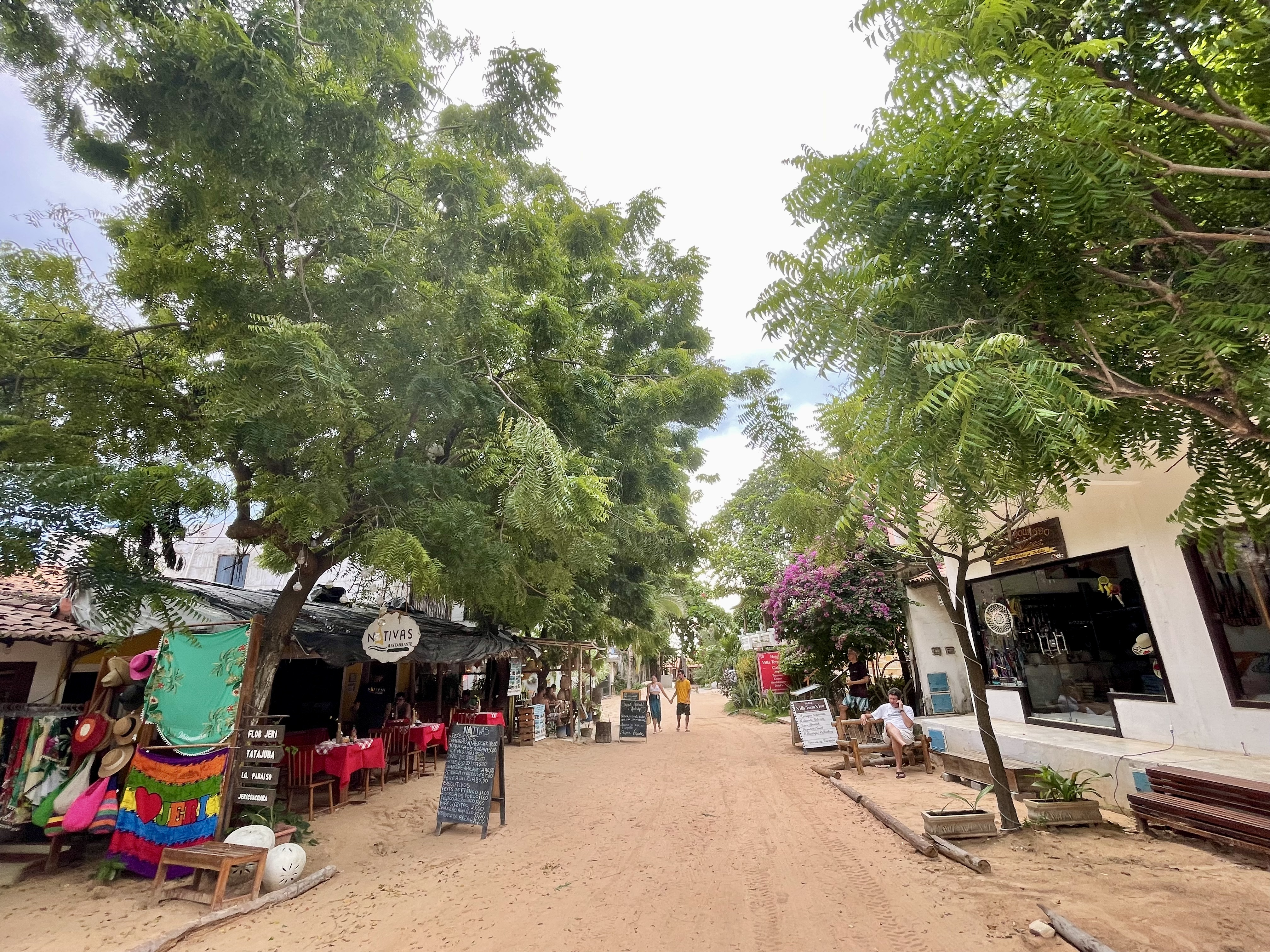
Straßenansicht